# Amobarbital
Amobarbital (trước đây gọi là amylobarbitone hoặc natri amytal) là một loại thuốc có dẫn xuất barbiturat. Nó có tính chất an thần - thôi miên. Nó là một loại bột tinh thể màu trắng không có mùi và vị hơi đắng. Nó được tổng hợp lần đầu tiên ở Đức vào năm 1923. Nó được coi là một barbiturat hoạt động trung gian. Nếu amobarbital được thực hiện trong thời gian dài, sự phụ thuộc về thể chất và tâm lý có thể phát triển. Amobarbital rút tiền bắt chước mê sảng run rẩy và có thể đe dọa tính mạng. Amobarbital đã từng được sản xuất bởi Eli Lilly and Company ở Mỹ dưới tên thương hiệu Amytal dưới dạng viên đạn màu xanh sáng (được gọi là Pulvules) có chứa 50 hoặc 100   mg của thuốc. Nó đã bị lạm dụng rộng rãi, được gọi là "thiên đàng xanh" trên đường phố, và đã bị Eli Lilly ngừng sử dụng vào đầu những năm 1980.

## Dược lý
Trong một nghiên cứu in vitro ở các lát cắt chất béo amobarbital hoạt động bằng cách kích hoạt thụ thể GABAA, làm giảm sức đề kháng đầu vào, bùng phát trầm cảm và bắn thuốc bổ, đặc biệt là trong các tế bào thần kinh ventrobasal và intralaminar, đồng thời tăng thời gian nổ và dẫn truyền trung bình ở từng kênh chloride; điều này làm tăng cả biên độ và thời gian phân rã của dòng chảy sau synap ức chế.
Amobarbital đã được sử dụng trong một nghiên cứu để ức chế sự vận chuyển điện tử của ty thể trong tim chuột trong nỗ lực bảo tồn chức năng của ty thể sau khi tái tưới máu.
Một nghiên cứu năm 1988 cho thấy amobarbital làm tăng liên kết với thụ thể benzodiazepine in vivo với hiệu lực thấp hơn secobarbital và pentobarbital (theo thứ tự giảm dần), nhưng lớn hơn phenobarbital và barbital (theo thứ tự giảm dần). (Secobarbital> pentobarbital> amobarbital > phenobarbital> man rợ)
Nó có LD50 ở chuột là 212   mg / kg sc   

## Chuyển hóa
Amobarbital trải qua cả hydroxyl hóa để tạo thành 3'-hydroxyamobarbital, và N-glucosidation  để tạo thành amobarbital 1- (beta-D-glucopyranosyl).

## Chỉ định

### Chấp thuận
- Sự lo ngại
- Động kinh
- Mất ngủ
- Test Wada

### Không được chấp thuận / không nhãn
Khi được truyền chậm bằng đường tiêm tĩnh mạch, natri amobarbital có tiếng là hoạt động như một loại huyết thanh thật. Dưới ảnh hưởng, một người sẽ tiết lộ thông tin rằng trong những trường hợp bình thường họ sẽ chặn. Điều này rất có thể là do mất sự ức chế. Do đó, loại thuốc này lần đầu tiên được sử dụng lâm sàng bởi Tiến sĩ William Bleckwenn tại Đại học Wisconsin để tránh sự ức chế ở bệnh nhân tâm thần. Việc sử dụng amobarbital như một huyết thanh thật đã mất uy tín do phát hiện ra rằng một đối tượng có thể bị ép buộc có " ký ức sai " về sự kiện này. (cần đăng ký mua)   

Thuốc có thể được sử dụng tiêm tĩnh mạch để phỏng vấn bệnh nhân bị đột biến catatonic, đôi khi kết hợp với caffeine để ngăn chặn giấc ngủ.
Nó được sử dụng bởi các lực lượng vũ trang Hoa Kỳ trong Thế chiến II trong một nỗ lực để điều trị sốc vỏ và đưa binh lính trở lại nhiệm vụ tiền tuyến. Việc sử dụng này đã bị ngưng sử dụng vì thuốc an thần mạnh, suy giảm nhận thức và phối hợp gây ra bởi thuốc làm giảm đáng kể tính hữu dụng của binh lính trong chiến trường. Amobarbital đã từng được sản xuất tại Mỹ bởi Eli Lilly Dược phẩm dưới tên thương hiệu Amytal ở dạng viên nang. Nó đã bị ngừng sử dụng vào đầu những năm 80, phần lớn được thay thế bởi họ thuốc benzodiazepine. Amobarbital cũng bị lạm dụng rộng rãi, được biết đến trên đường phố là "thiên đàng xanh" vì viên nang màu xanh của chúng.

## Chống chỉ định

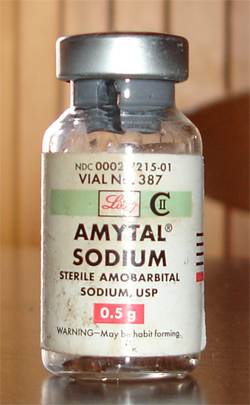
Một lọ natri amytal

Những loại thuốc sau đây nên tránh khi dùng amobarbital:
- Thuốc chống loạn nhịp tim, chẳng hạn như verapamil và digoxin
- Thuốc chống động kinh, chẳng hạn như phenobarbital hoặc carbamazepine
- Thuốc kháng histamine, như doxylamine và clemastine
- Thuốc chống tăng huyết áp, như atenolol và propranolol
- Ethanol
- Các thuốc benzodiazepin, như diazepam, clonazepam, nitrazepam, alprazolam hoặc lorazepam
- Cloramphenicol
- Clorpromazine
- Cyclophosphamide
- Ciclosporin
- Digitoxin
- Doxorubicin
- Doxycycline
- Methoxyflurane
- Metronidazole
- Thuốc giảm đau gây nghiện, như morphin và oxycodone
- Quinin
- Steroid, chẳng hạn như prednison và cortisone
- Theophylline
- Warfarin

## Tương tác
Amobarbital đã được biết là làm giảm tác dụng của kiểm soát sinh sản nội tiết tố, đôi khi đến mức vô dụng.  Có liên quan về mặt hóa học với phenobarbital, nó cũng có thể làm điều tương tự với Digitoxin, một glycoside tim. 

## Quá liều
Một số tác dụng phụ của quá liều bao gồm nhầm lẫn (nghiêm trọng); giảm hoặc mất phản xạ; buồn ngủ (nặng); sốt; cáu kỉnh (tiếp tục); nhiệt độ cơ thể thấp; Phán xét tệ; khó thở hoặc thở chậm hoặc khó khăn; nhịp tim chậm; nói lắp; sửng sốt; khó ngủ cử động bất thường của mắt; yếu (nặng).

## Hóa học
Amobarbital (axit 5-ethyl-5-isoamylbarbituric), giống như tất cả các barbiturat, được tổng hợp bằng cách phản ứng với các dẫn xuất của axit malonic với các dẫn xuất urê. Đặc biệt, để tạo ra amobarbital, este α-ethyl-α-isoamylmalonic được phản ứng với urê (với sự hiện diện của natri ethoxit).

## Xã hội và văn hoá
Nó đã được sử dụng để kết án những kẻ giết người bị cáo buộc như Andres English-Howard, kẻ đã siết cổ bạn gái đến chết nhưng tuyên bố vô tội. Anh ta lén lút quản lý thuốc bởi luật sư của mình, và dưới ảnh hưởng của nó, anh ta đã tiết lộ lý do tại sao anh ta bóp cổ cô ta và trong hoàn cảnh nào.
Vào đêm 28 tháng 8 năm 1951, quản gia của nam diễn viên Robert Walker thấy anh ta đang ở trong trạng thái cảm xúc. Cô gọi bác sĩ tâm thần của Walker đến và quản lý amobarbital để an thần. Walker bị cáo buộc uống rượu trước khi bộc phát cảm xúc của mình, và người ta tin rằng sự kết hợp giữa amobarbital và rượu dẫn đến một phản ứng nghiêm trọng. Kết quả là anh ta bất tỉnh và tắt thở, và mọi nỗ lực hồi sức anh ta đều thất bại. Walker qua đời năm 32 tuổi.
Eli Lilly sản xuất Amobarbital dưới tên thương hiệu Amytal, nó đã bị ngừng sản xuất vào những năm 1980, được thay thế phần lớn bởi họ thuốc benzodiazepine. Amytal cũng bị lạm dụng rộng rãi. Tên đường cho Amobarbital bao gồm "blues", "thiên thần xanh", "chim xanh", "quỷ xanh" và "thiên đàng xanh" do viên nang màu xanh của chúng.